# The Smiths
The Smiths fue un grupo inglés de rock alternativo formado en Mánchester en 1982. Estaba integrado por Morrissey (vocalista), Johnny Marr (guitarrista), Andy Rourke (bajista) y Mike Joyce (batería). Ha sido denominada por los críticos como la banda más importante de rock que surgió en la escena de música independiente británica de la década de 1980.
La banda firmó con el sello discográfico independiente Rough Trade Records. Con él, publicaron cuatro álbumes de estudio, varios recopilatorios y numerosos sencillos. Pese a que consiguieron un notable éxito comercial fuera de Reino Unido cuando aún estaban juntos, nunca publicaron un sencillo que tuviera éxito en su país. The Smiths se convirtió en una de las bandas más influyentes de la década. La edición española de la revista Rolling Stone los ubicó en el puesto 15 de las 50 mejores bandas de rock de todos los tiempos.
The Smiths se separaron en 1987, cuando Marr abandonó la banda debido a ciertos desacuerdos. Desde entonces han rechazado varias ofertas para reunirse.

## Historia

### Formación y primeros sencillos
La banda fue fundada en 1982 por dos jóvenes de Mánchester, Johnny Marr y Morrissey. Marr estaba buscando personal para formar una banda cuando unos amigos suyos le hablaron de Morrissey, un muchacho que vivía cerca y que tenía un estilo particular al escribir, aunque le advirtieron que era difícil de tratar. Se refugiaba en la literatura (especialmente en Oscar Wilde, al que haría más de un homenaje en muchas de sus canciones), y ya era conocido en algunos círculos de Mánchester por haber participado en la banda punk The Nosebleeds y en la que no encajaba por su estilo vocal y actitud en el escenario. Había intentado hacer periodismo musical pero desistió.
Mike Joyce fue reclutado como batería tras una corta audición y Dale Hibbert bajista al comienzo, pero pronto fue reemplazado por Andy Rourke, amigo de Marr.
El origen del nombre se basa en la historia de David Smith, quien denunció ante la policía de Mánchester la identidad de los asesinos de los páramos (Moors Murders), historia que impactó a Morrissey en su juventud. Sin embargo, en una entrevista de 1984, él mismo dijo que llamó así a la banda porque "Era el apellido más común y corriente y pensaba que era hora de que la gente más corriente se mostrara al mundo".
La banda firmó con el sello discográfico Rough Trade Records, que editó sus dos primeros singles, "Hand in Glove" y "This Charming Man" en 1983. "Hand in Glove" fue promocionado por el DJ John Peel, pero no tuvo mucho éxito en las listas. La situación mejoró con "This Charming Man" y "What Difference Does It Make?". La banda comenzó a generar un notable número de seguidores, generalmente por su identificación con las letras de Morrissey.

### The Smiths

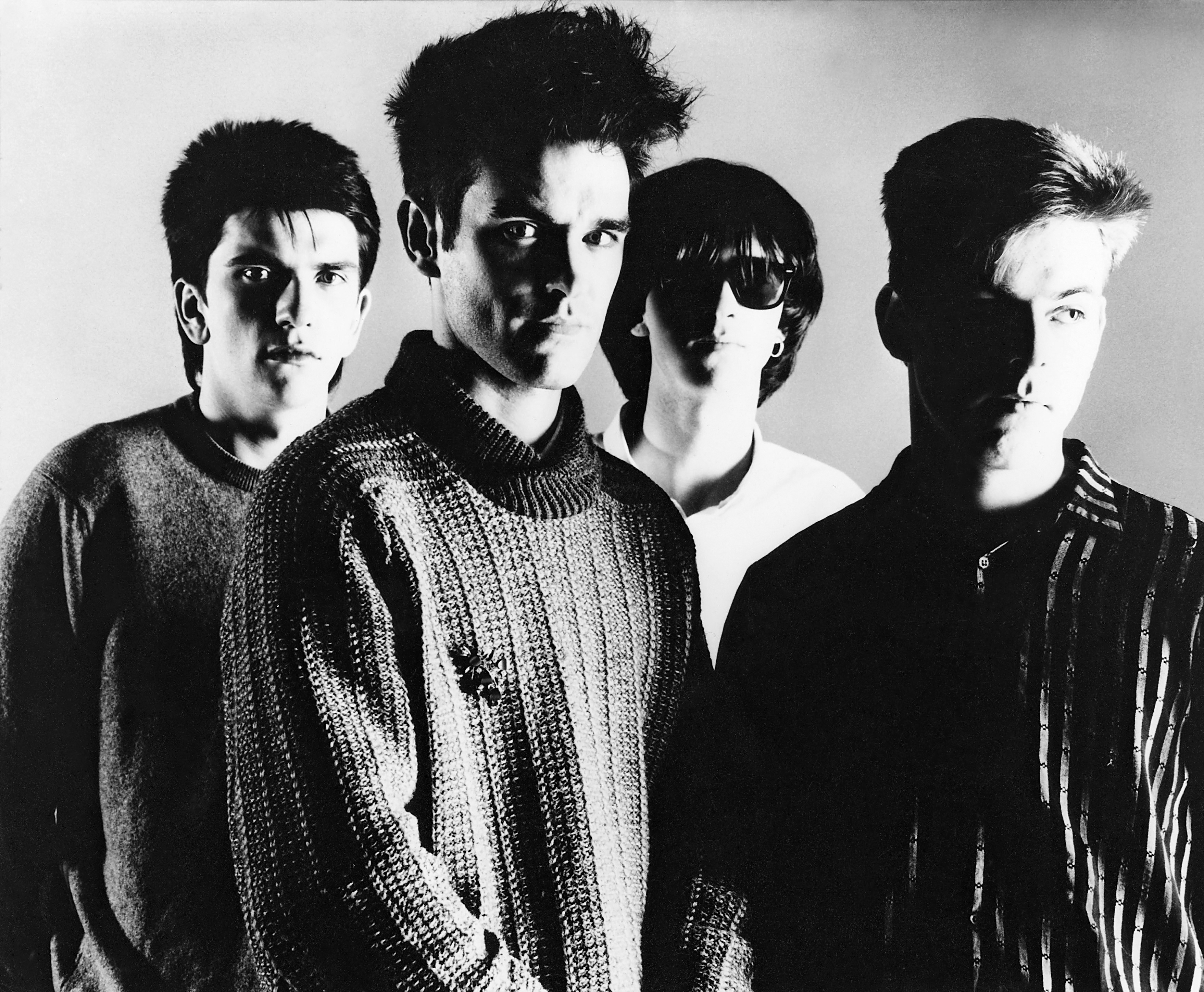
La banda en 1984.

En 1984 publicaron The Smiths, su disco debut, que llegó hasta el segundo puesto en las listas británicas. El álbum contiene numerosas referencias a la literatura y cultura pop que admiraba Morrissey. La portada, por ejemplo, es un fotograma en el que aparece Joe Dallesandro en la película de Paul Morrissey, Flesh. Durante toda su carrera la banda se caracterizaría por utilizar imágenes de películas o fotos de estrellas pop en las portadas de sus sencillos. Entre las diversas referencias literarias, se hallaba una canción nombrada con una cita de Jack Kerouac, "Pretty Girls Make Graves".
Este disco generó cierta controversia, sobre todo con las canciones "The Hand That Rocks The Cradle" y "Reel Around the Fountain". Ambas fueron malinterpretadas por el periódico británico The Sun y la revista The Sounds y les acusaron de promover la pedofilia. El grupo negó rotundamente estas acusaciones. "Suffer Little Children", canción que trata sobre las torturas y asesinatos de varios niños cometidos por Ian Brady y Myra Hindley en Mánchester durante la infancia de Morrissey, causó la ira del abuelo de una de las víctimas, a pesar de que la canción no apoyaba los asesinatos ni a los asesinos. Morrissey, de hecho, llegó a trabar amistad con Ann West, madre de la víctima Lesley Ann Downey, mencionada en la canción.
Después de la publicación del álbum, la cantante Sandie Shaw versionó "Hand in Glove" y un par de temas más, escritos por Morrissey y Marr, y donde participaron este último con Mike Joyce y Andy Rourke. Esto hizo que Morrissey se sintiera desplazado, ya que no contaron con él para la colaboración.
El éxito del sencillo hizo que los Smiths tocaran descalzos, al estilo de Sandie Shaw en los 60, en Top of the Pops.
En 1984 también se publicaron dos singles que aparecieron en el álbum: "Heaven Knows I'm Miserable Now" (el primer tema de la banda que se posicionó entre los 10 primeros puestos de las listas británicas) y "William, It Was Really Nothing" (que se cree que Morrissey se inspiró en su amigo Billy Mackenzie, cantante de The Associates para escribirla). La cara B de este single es una de las canciones más conocidas del grupo, "How Soon Is Now?". El año concluyó con la recopilación Hatful of Hollow, que incluía singles, caras B y versiones de los temas que habían sido grabados a lo largo del año anterior para las sesiones de John Peel y Jensen. Las nuevas versiones fueron consideradas mejores por muchos (incluyendo a la banda) que las originales.

### Meat Is Murder
A principios de 1985, el grupo publicó su segundo álbum, Meat Is Murder. Este disco fue mucho más estridente y político que su predecesor, por incluir la canción "Meat is murder", a favor del vegetarianismo (Morrissey ha sido vegetariano desde su infancia), el republicanismo liviano de "Nowhere Fast", y las canciones en contra del castigo corporal "The Headmaster Ritual" y "Barbarism Begins At Home". En "The Headmaster Ritual" también criticaba el sistema educativo inglés.
Marr agregó riffs de rockabilly en "Rusholme Ruffians" y Rourke un solo de bajo de funk en "Barbarism Begins at Home".
El álbum fue precedido por el relanzamiento de la cara B "How Soon Is Now?" como sencillo, que originalmente no aparecía en el álbum pero fue agregada en ediciones subsiguientes. Meat Is Murder es el único álbum de la banda que llegó al primer puesto en las listas británicas.
Morrissey expresó sus ideas en entrevistas, lo que causó aún más controversia. Entre sus blancos se encontraban la administración de Margaret Thatcher, la familia real y el Band Aid, sobre el que Morrissey afirmó: "uno puede tener gran preocupación por la gente de Etiopía pero es otra cosa ocasionar una tortura diaria a la gente en el Reino Unido".
El siguiente sencillo "Shakespeare's Sister" (que no estaba en el álbum) no tuvo mucho éxito en las listas, al igual que el tema que sí estaba en el álbum, "That Joke Isn't Funny Anymore". Muchos lo consideraron una elección extraña para un sencillo, por sus guitarras grabadas al revés y la ausencia de un gancho melódico consistente. Pero el siguiente single, lanzado en septiembre de 1985, "The Boy With the Thorn in His Side", fue un indicador de lo que vendría.

### The Queen Is Dead
Durante 1985 la banda realizó giras por el Reino Unido y los Estados Unidos mientras grababan su siguiente álbum de estudio, The Queen Is Dead, publicado en junio de 1986, inmediatamente después del sencillo "Bigmouth Strikes Again". Este álbum, con su típica mezcla de lo sombrío ("Never Had No One Ever", que parecía referirse a los estereotipos de la banda), lo humorístico ("Frankly, Mr Shankly", un supuesto mensaje al jefe de Rough Trade Geoff Travis disimulado como una carta de renuncia de un trabajador hacia su superior) y varias canciones que sintetizaban ambos lados ("There Is a Light That Never Goes Out" y "Cemetery Gates"), llegó al puesto número 2 de las listas en Reino Unido, y suele ser considerado su mejor obra. En 1989, la revista SPIN ubicó a The Queen Is Dead en el primer puesto de su lista de "The Greatest Albums Ever Made" ("Los Mejores Álbumes Jamás Grabados"). Muchas otras listas de mejores álbumes de la historia de otras publicaciones ubicaron a este álbum en la cima o cerca de ella, entre los diez mejores, incluyendo NME y Melody Maker.
Una disputa legal con Rough Trade retrasó la salida del álbum por casi siete meses (había sido completado en noviembre de 1985) y Marr estaba comenzando a sentir el estrés causado por la agotadora agenda de la banda. Mientras tanto, Rourke fue expulsado de la banda a principios de 1986 por sus problemas con la heroína. Se enteró por medio de un Post-it pegado en el parabrisas de su coche, que decía "Andy - you have left The Smiths. Goodbye and good luck, Morrissey." ("Andy - has dejado The Smiths. Adiós y buena suerte, Morrissey") . Fue temporalmente reemplazado por el bajista Craig Gannon pero readmitido después de 2 semanas, por lo que Gannon se convirtió en el guitarrista rítmico. Este quinteto grabó los sencillos "Panic" y "Ask" (con Kirsty MacColl en coros), y fue de gira por el Reino Unido. Después de que la gira terminase en octubre de 1986, Gannon fue expulsado, debido a la incompatibilidad con el resto de integrantes de la banda.

### Strangeways, Here We Comey la disolución de la banda

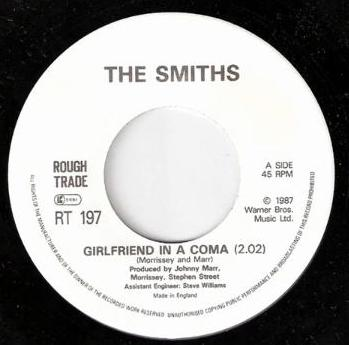
Disco de vinilo del sencillo Girlfriend in a Coma

El single "Shoplifters of the World Unite" (una de las canciones favoritas de Morrissey) fue lanzado a principios de 1987. Tuvo éxito y nuevamente causó algo de controversia entre padres, sobre la posibilidad de que incitara a los adolescentes a robar. Fue seguido por un segundo recopilatorio, The World Won't Listen (el título se refiere al comentario de Morrissey sobre su frustración por la falta de reconocimiento de la banda en el mainstream, aunque irónicamente el álbum llegó al segundo puesto en los charts), y el sencillo "Sheila Take a Bow", el segundo (y último) éxito de la banda que llegó a los primeros diez lugares. Otro recopilatorio, Louder Than Bombs, fue preparado para el mercado estadounidense y contenía gran parte del mismo material que The World Won't Listen, pero con la adición de "Sheila Take A Bow" y de material de Hatful Of Hollow, ya que ese álbum no había sido lanzado aún en los Estados Unidos.
A pesar del éxito, existían ciertas diferencias personales dentro de la banda y la tensión en la relación entre Morrissey y Marr aumentó, haciendo que The Smiths estuviese al borde de la disolución. Cuando Strangeways, Here We Come (llamado así por la prisión Strangeways de Mánchester) fue lanzado en septiembre de 1987, la banda ya había dejado de existir. La separación fue atribuida al hecho de que a Morrissey le molestaba el trabajo de Marr con otros artistas, y a que Marr se sentía frustrado por la poca flexibilidad musical de Morrissey. Marr, en particular, odiaba la obsesión que tenía Morrissey por hacer versiones de artistas de pop de los años 1960, como Twinkle y Cilla Black. Refiriéndose a las canciones que la banda grabó en su última sesión juntos, lado B para el sencillo "Girlfriend in a Coma", que salió antes del lanzamiento del álbum, Marr dijo, "Yo escribí "I Keep Mine Hidden", pero odié "Work Is a Four Letter Word". Eso fue el colmo, realmente. No formé un grupo para tocar canciones de Cilla Black".
Strangeways... también llegó al segundo puesto en el Reino Unido, pero no alcanzó el mismo éxito en Estados Unidos. La canción "Paint A Vulgar Picture" fue algo profética, dado que las canciones del grupo fueron reeditadas en diversas compilaciones. El video de 30 segundos de "Girlfriend in a Coma" logró algo de rotación en MTV en Estados Unidos. El álbum fue recibido con indiferencia por parte de los críticos, pero los cuatro miembros lo consideran su álbum favorito de la banda. Un par de sencillos del álbum fueron lanzados con viejas demos y versiones en vivo como lados B, y al año siguiente salió "Rank", un álbum en vivo que fue grabado en 1986, cuando Gannon formaba parte de la banda, que repitió el éxito de sus LP anteriores.

### Carreras solistas
Inmediatamente tras la separación, Morrissey comenzó a grabar como solista, colaborando con el productor de "Strangeways..." (Stephen Street) y el mancuniano Vini Reilly, guitarrista de The Durutti Column. El álbum, Viva Hate (en referencia al fin de los Smiths), salió seis meses más tarde y llegó al primer puesto en ventas. Morrissey sigue tocando y como solista. Colaboró también con otros artistas como Siouxsie de Siouxsie And The Banshees: registraron una canción en dúo, "Interlude".
Marr regresó a la música en 1989 con Bernard Sumner (de New Order) y Neil Tennant (de los Pet Shop Boys) en el supergrupo Electronic. Electronic editó tres álbumes a lo largo de la década siguiente. Marr también fue miembro de The The, grabando dos álbumes con la banda entre 1989 y 1993. Trabajó además como sesionista y colaborador con artistas como The Pretenders, Pet Shop Boys, Billy Bragg y Black Grape. En el 2000 fundó otra banda, Johnny Marr And The Healers, que obtuvo moderado éxito, y más tarde trabajó como músico en el álbum de Oasis Heathen Chemistry. Además, ha trabajado como productor.
Rourke y Joyce continuaron trabajando juntos, como músicos de Morrissey (1988-1989) y Sinéad O'Connor, entre otros, además de trabajar juntos. Rourke grabó y salió de gira con la banda británica de country alternativo Proud Mary. Adicionalmente, formó un grupo con otros bajistas como Peter Hook (de New Order y Joy Division) y Mani (de los The Stone Roses y Primal Scream), llamado Freebass.

### Asuntos pendientes
The Smiths fueron reunidos en un juzgado en 1996 para resolver una demanda por regalías (royalties) de Mike Joyce contra Morrissey y Marr, quienes solo les permitieron a Joyce y a Rourke obtener un 10 % de lo que la banda ganaba por grabaciones y presentaciones (los royalties por composición no eran relevantes, ya que Rourke y Joyce nunca fueron acreditados como compositores de la banda - Rourke sí compuso sus partes de bajo, pero desconocía los mecanismos que creaban royalties en la creación de obras musicales en ese momento. Por esta razón, Rourke sigue sin recibir créditos o royalties por su trabajo en la creación de las canciones de los Smiths).
Morrissey y Marr argumentaron que los otros dos miembros siempre habían estado de acuerdo con esa división, pero la corte falló a favor de Joyce, y ordenó que se le pagara un millón de libras y recibiera un 25 % desde ese momento.
Como los royalties del grupo habían estado congelados durante dos años, Rourke se conformó con una suma menor para pagar deudas, y continuó recibiendo 10%.
Morrissey fue descrito por el juez como "agresivo y poco confiable".
El álbum solista de Morrissey de 1997, Maladjusted, incluyó una canción titulada "Sorrow Will Come in the End", que se refería al caso, y que fue omitida de la versión británica por miedo a una denuncia por difamación. Morrissey (pero no Marr) apeló contra el veredicto sin éxito.
Como resultado de este caso, una reunión de los Smiths parecía algo imposible, a pesar del aparente cambio en la relación entre Marr y Morrissey en los recientes años. Tanto Johnny Marr como Morrissey afirmaron en repetidas ocasiones en entrevistas que no había forma alguna de que una reunión volviera a suceder.
En 2005, VH1 intentó reunir a la banda para su show Bands Reunited, pero el programa abandonó sus intentos luego de que su anfitrión Aamer Haleem no lograra convencer a Morrissey.
A finales de noviembre de 2005, en una aparición en la estación de radio BBC 6 Music, Joyce afirmó que estaba atravesando por problemas financieros y que había tenido que recurrir a vender material de la banda en eBay. Algunos minutos de una pista instrumental nunca completada llamada "The Click Track" fue presentada en el programa.
Morrissey atacó a Joyce en una declaración pública. La relación entre Joyce y Rourke se congeló como resultado de la declaración de Morrissey que reveló que Joyce había engañado a la justicia al no declarar que, entre otros, Rourke tenía derecho a activos que fueron tomados por los abogados de Morrissey. Decía que Rourke había sido privado del pago de royalties por parte de Morrissey ya que habían sido tomados por Joyce quien fue obligado a declarar que otros (Rourke, Lillywhite y Street) tenían un interés en los fondos que él intentaba conseguir.
En enero de 2006 Johnny Marr + The Healers tocaron en Mánchester v Cancer, un show a beneficio para el cáncer que fue organizado por Andy Rourke y su Production Company Great Northern Productions. Por primera vez en 20 años Johnny Marr y Andy Rourke se reunieron en el escenario, y tocaron "How Soon Is Now?" .
Rourke expandió su carrera como DJ con un programa de radio.

## Influencias
Johnny Marr tiene una cultura musical ecléctica, inspirada en músicos con estilos muy diferentes. Citó entre sus influencias a los guitarristas de Velvet Underground, a Keith Richards, Neil Young y George Harrison, a James Williamson de los Stooges, Rory Gallagher, Pete Townshend de the Who, Jimi Hendrix, John McGeoch de Siouxsie And The Banshees o Richard Lloyd de Television. También le gusta Nile Rodgers.

## Discografía

### Álbumes de estudio
- The Smiths (1984)
- Meat Is Murder (1985)
- The Queen Is Dead (1986)
- Strangeways, Here We Come (1987)

### Recopilatorios
- Hatful of Hollow (1984)
- Louder Than Bombs (1987)
- The World Won't Listen (1987)
- Best...I (1992)
- ...Best II (1992)
- Singles (1995)
- The Very Best of The Smiths (2001)
- The Sound of The Smiths (2008)
- The Smiths Singles Box (2008)
- The Smiths Complete (2011)

### En vivo
- Rank (1988)

### Sencillos
1983
- Hand in Glove
- This Charming Man

1984
- What Difference Does It Make?
- Heaven Knows I'm Miserable Now
- William, It Was Really Nothing

1985
- How Soon Is Now?
- Shakespeare's Sister
- That Joke Isn't Funny Anymore
- The Boy With the Thorn in His Side

1986
- Bigmouth Strikes Again
- Panic
- Ask (canción)

1987
- Shoplifters of the World Unite
- Sheila Take a Bow
- Girlfriend in a Coma
- I Started Something I Couldn't Finish
- Last Night I Dreamt That Somebody Loved Me
- Stop Me If You Think You've Heard This One Before

1992
- There Is a Light That Never Goes Out

1995
- Sweet and Tender Hooligan